# Осінній день. Сокольники
«Осінній день. Сокольники» (рос. Осенний день. Сокольники) — картина російського живописця Ісаака Ілліча Левітана, написана в 1879 році. Одна з найвідоміших картин художника. Знаходиться в Москві в Державній Третьяковській галереї.

## Історія створення
«Осінній день. Сокольники» — це один з небагатьох пейзажів Левітана, на яких присутні постаті людини, причому фігура жінки, що прогулюється по парку, була написана не самим художником, а його другом по училищі живопису братом відомого письменника Миколою Павловичем Чеховим. 1879 рік, час роботи над картиною, був одним з найважчих періодів у житті художника. Після указу, що забороняв перебування євреїв в Москві, молодий, дев'ятнадцятирічний Левітан був виселений у Салтиковку, де художник писав ностальгічні, сумні пейзажі . На щастя, картина Левітана на учнівській виставці була помічена і куплена меценатом Павлом Третьяковим, що стало початком визнання художника.
На картині зображена пустельна алея парку ранньої осені. Темною плямою видніються вічнозелені сосни, що йдуть вгору, стежка всіяна пожовклим листям. Картина пройнята сумом і ностальгією, виконана в легкій етюдній манері, яка багато в чому також пояснюється невеликим розміром полотна.